# Sr. Ávila
Sr. Ávila es una serie original de HBO, producida por Lemon Films, escrita por Walter y Marcelo Slavich, grabada en México y transmitida en 43 episodios durante 4 temporadas. La serie fue ganadora del Emmy Internacional de 2017 como mejor serie estelar de habla no inglesa. Fue protagonizada por Tony Dalton y Nailea Norvind.
Sr. Ávila narra la historia de un hombre de clase media, vendedor de seguros y padre, que oculta una doble vida como asesino a sueldo dentro de una organización criminal. La vida de Ávila no es, en apariencia, muy distinta a la de cualquier otro ciudadano de una gran ciudad; sin embargo, levantar esta fachada de normalidad no ha sido tarea fácil, y más difícil aún será mantenerla. Ávila escalará posiciones dentro de la organización y se convertirá en el Sr. Del negocio. Con el nuevo cargo vendrán problemas y responsabilidades y la entramada farsa se irá desmoronando; el pasado regresará para cobrar cuentas pendientes y su vida, la de su esposa María y la de su hijo Emiliano se transformarán en una pesadilla de la cual será difícil escapar.

## Elenco
- Tony Dalton - Sr. Ávila
- Nailea Norvind - María de Ávila
- Carlos Aragón - Iván Alcázar
- Juan Carlos Remolina - Detective Sánchez
- Emilio Guerrero - Cura
- Adrián Alonso - Emiliano Ávila
- Margarita Muñoz - Magda "Maggie" Muñoz
- Jorge Caballero - Ismael Rueda
- Juan Carlos Colombo - Perches
- Fernando Becerril - Sr. Moreira
- Luciana Silveyra - Laura Bostock
- Rebecca Jones - Dra. Mola
- Ilse Salas - Erika Duarte
- Camila Selser - Ana Solares
- Iliana Fox - Tamara
- Juan Carlos Vives - Rogelio
- Miguel Pizarro - Linares
- Fernando Ciangherotti - Dr. Nicolas Duarte
- Jean Paul Leroux - Jésus "Chucho" Galván
- Michel Brown - Molina
- Alex Sirvent - El Chulo
- Francisco de la Reguera - Detective
- Héctor Suárez - Carlos Anini
- Francisco Rubio - Pierre
- Verónica Falcón - Madre de Ismael
- Javier Díaz Dueñas - Patrón
- Ari Brickman - El Croata
- Mauricio Isaac - Blas
- Fernando Gaviria - Bermúdez
- Araceli Aguilar - Amanda
- Manuel Sevilla - Benito
- Hernán Mendoza - Ybarra
- Sofía Sisniega - Luna
- Eduardo Arroyuelo - El Buitre
- Rodolfo Arias - Magallanes

## Temporadas
| Temporada | Temporada | Episodios | Emisión original     | Emisión original         |
| Temporada | Temporada | Episodios | Inicio               | Final                    |
| --------- | --------- | --------- | -------------------- | ------------------------ |
|           | 1         | 13        | 26 de mayo de 2013   | 11 de agosto de 2013     |
|           | 2         | 10        | 5 de octubre de 2014 | 7 de diciembre de 2014   |
|           | 3         | 10        | 24 de julio de 2016  | 25 de septiembre de 2016 |
|           | 4         | 10        | 29 de julio de 2018  | 30 de septiembre de 2018 |